# Dobino (powiat wałecki)
Dobino (niem. Breitenstein) – wieś w Polsce położona w województwie zachodniopomorskim, w powiecie wałeckim, w gminie Wałcz.
W latach 1975–1998 miejscowość administracyjnie należała do województwa pilskiego.
W granicach wsi znajduje się Jezioro Głębokie (występujące też pod nazwami Dobińskie lub Książę) oraz Jezioro Głębokie (Koło gorzelni).
Przez wieś biegnie droga lokalna łącząca Skrzatusz ze skrzyżowaniem z drogą krajową nr 10 często używana przez mieszkańców okolicznych miejscowości jako skrót drogi krajowej numer 10 na odcinku Piła – Wałcz. 